# John Deere 2850
El John Deere 2850 fue un tractor diseñado y construido en Alemania, por John Deere Europa para todo el Viejo Continente y también fabricado en Argentina por John Deere S.A.I.C. en aquel país. Se produjo entre 1986 y 1994.

## Motor
- Motor: 4239TL
- Ciclo: Diesel cuatro tiempos
- Cilindrada (cm³): 3920
- Cilindros: 4 en línea
- Potencia (HP RPM): 95 @ 2300
- Torque (Nm RPM): 315 @ 1500
- Combustible: gas oil
- Depósito: 90 litros

## Transmisión
- Tracción: 4x2 2WD / 4x4 4WD
- Embrague: bidisco en seco
- Transmisión: John Deere Synchro manual o Power Synchro manual con Hi-Low
- Velocidades:
- -8 adelante y 4 atrás (Syncrho).
- -8 (x2) adelante y 4 (x2) atrás (Power Synchro).

## Dimensiones
- Longitud (mm): 3780
- Altura (mm): 2580
- Ancho (mm): 2060
- Distancia entre ejes (mm): 2280